# Pohorovice
Pohorovice é uma comuna checa localizada na região da Boêmia do Sul, distrito de Strakonice.